# Gornji Ivančići
Gornji Ivančići är en ort i Bosnien och Hercegovina.   Den ligger i entiteten Federationen Bosnien och Hercegovina, i den centrala delen av landet, 24 km norr om huvudstaden Sarajevo. Gornji Ivančići ligger 1 004 meter över havet och antalet invånare är 330.
Terrängen runt Gornji Ivančići är lite kuperad. Närmaste större samhälle är Olovo, 12,0 km nordost om Gornji Ivančići. 
I omgivningarna runt Gornji Ivančići växer i huvudsak blandskog. Runt Gornji Ivančići är det ganska tätbefolkat, med 93 invånare per kvadratkilometer.